# Lancia Stratos HF

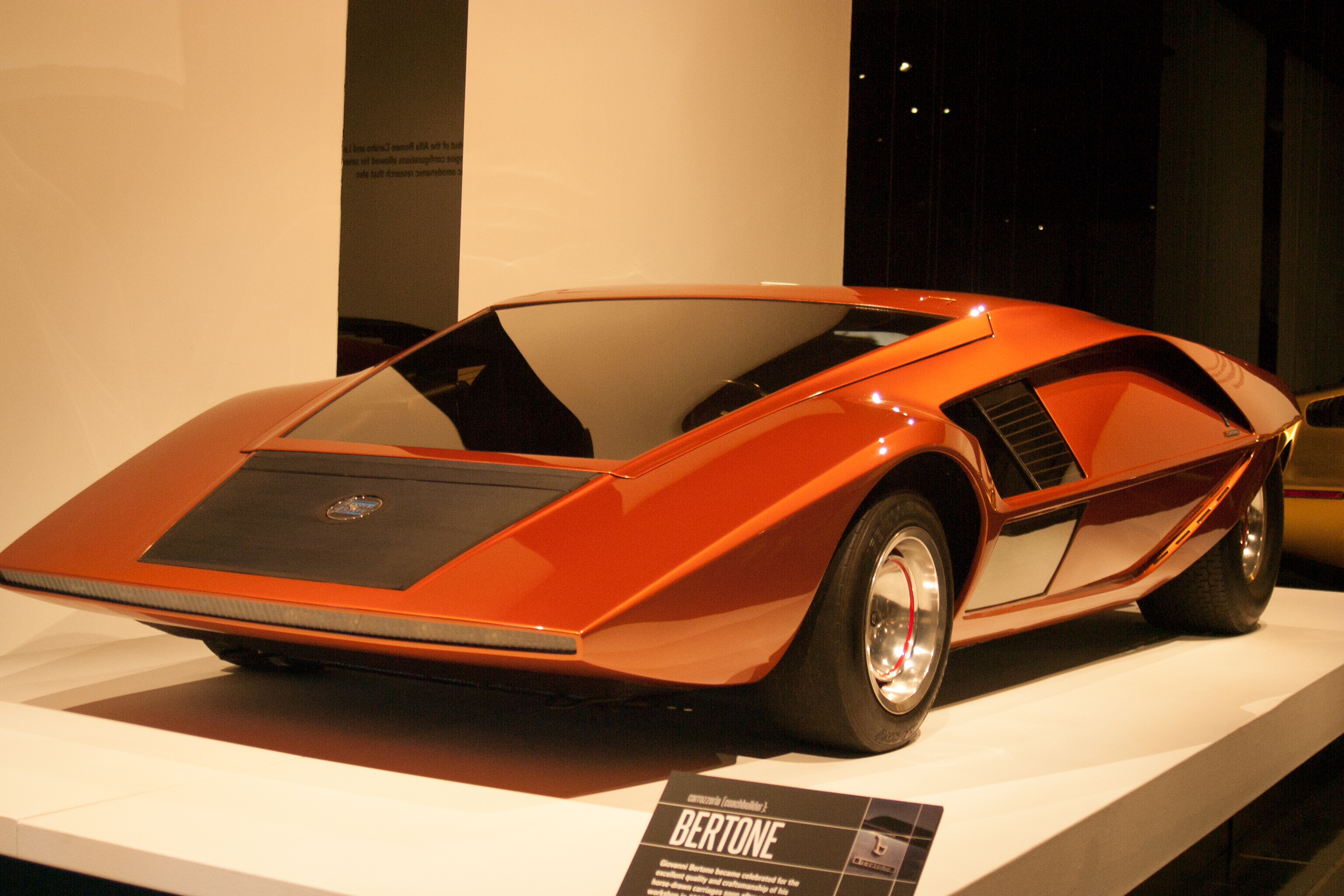
Stratos Zero (1970), o protótipo do Lancia Stratos.

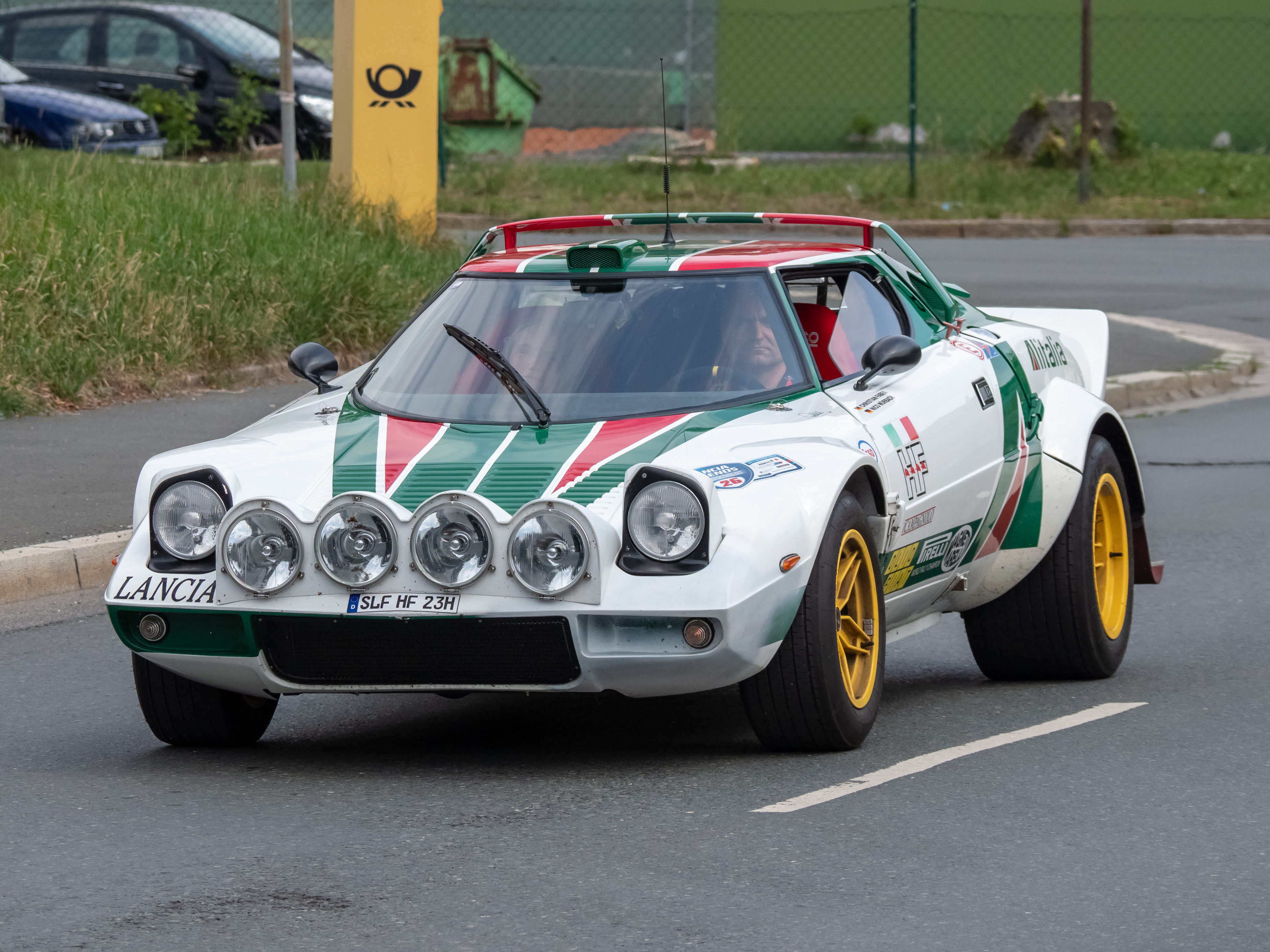
Lancia Stratos de rali.

O Lancia Stratos HF, conhecido simplesmente como Lancia Stratos, é um carro de corrida e desportivo que foi fabricado pela empresa italiana Lancia. Foi um bem-sucedido carro de rali durante a década de 1970 e o início da década de 1980. O carro deu início a uma nova era no rali pois foi o primeiro carro projectado de propósito para este tipo da competição.

## Desenvolvimento
A carroçaria foi projectada por Bertone e a disposição técnica foi vagamente baseada num concept car chamado Stratos Zero, com um motor Lancia Fulvia V4, o qual foi apresentado no Salão do Automóvel de Turim de 1970. A carroçaria era em forma de cunha, e bastante curta e larga, a qual aumentava a tracção. Em 1971 a Lancia apresentou o protótipo Lancia Stratos HF.
O protótipo com chassi 1240 foi pintado em vermelho flourescente com o pára-brisas envolvente em forma de crescente de modo a fornecer a máxima visibilidade dianteira e uma visibilidade traseira quase nula (desnecessária em rally). Nos estágios iniciais de desenvolvimento, o protótipo foi equipado com três motores diferentes: o motor Lancia Fulvia, o motor Lancia Beta e o motor traseiro V6 do Ferrari Dino com 2,4 litros e 190 cv.
A Lancia realizou testes extensivos com o Stratos fazendo-o competir em diversos eventos, onde os protótipos do Grupo 5 eram permitidos, durante temporadas de 1972 e 1973. A produção de quase 500 carros de rua, necessária para a homologação no Grupo 4 foi lançada em 1973 e o carro foi homologado para o Campeonato Mundial de Rally de 1974. O motor V6 do Ferrari Dino foi descontinuado em 1974, mas foram construídos 500 motores, os últimos a serem produzidos, para a Lancia.
Para a competição, o motor foi afinado até 280 cv tendo chegado a 560 cv com a montagem um turbocompressor. As versões com motor turbo eram apenas permitidas no grupo 5 e nessa altura, estas, não possuíam a fiabilidade que as aspiradas tinham.

## Em competição
O Lancia Stratos ganhou os campeonatos mundiais de 1974, 1975 e 1976 com o piloto Sandro Munari, e podia ter ganho mais, caso não fosse a política interna do grupo Fiat de privilegiar o Fiat 131 Abarth no Campeonato Mundial de Rally. O Stratos ganhou o Rali de Monte Carlo em 1979 com a equipe privada Chardonnet. Sem o apoio da Fiat, e apesar dos novos regulamentos que restringiam a potência do motor, o carro permaneceu um concorrente sério e capaz de vencer viaturas de fábrica quando conduzido por um piloto experiente. O ponto final da carreira do Lancia Stratos ao nível internacional ocorreu apenas em 1981, no Ralli da Córsega, com uma vitória de Bernard Darniche.
Quando o grupo Fiat apostou no Fiat 131 Abarth para o grupo 4, construiu também dois carros com turbo para o Grupo 5 com a carroçaria Stratos para o campeonato de resistência. Estes carros de testes perderam com o Porsche 935 em circuitos fechados, mas em provas híbridas foram bem-sucedidos. Apesar de terem sido derrotadas na Volta à França em Automóvel, um destes carros ganhou a Volta à Itália em Automóvel. Infelizmente um dos carros foi destruído no circuito de Zeltweg, quando se incendiou devido a problemas de sobreaquecimento. O último carro ganhou novamente a Volta à Itália em Automóvel antes de ser enviado para o Japão para competir no circuito Fuji em fórmula silhueta, o que nunca aconteceu. O carro seria então vendido à coleçcão Matsuda antes de ser vendido novamente ao coleccionador de Stratos, Christian Hrabalek, designer de carros e fundador da Fenomenon Ltd. Hrabalek tem a coleção a maior de Lancia Stratos no mundo possuindo 11 carros originais, incluindo o protótipo vermelho flourescente de 1971, o carro que ganhou o Rally Safari em 1977 do assim como a versão de 3 litros que venceu o Campeonato Europeu de Rally-Cross pilotado por Franz Wurz, pai de Alexander Wurz.

## Produção
Desde 1973 até 1978 foram produzidas 492 unidades do Lancia Stratos HF Stradale, sendo hoje em dia um carro muito raro. Entre 1974 e 1978, foram fabricadas 50 unidades do Stratos HF Grupo 4. A fabricante dos carros foi Bertone em Turim, com montagem final pela Lancia na fábrica de Chivasso.
Em 1978, Bertone criou e projectou um carro conceito baseado no Stratos chamado Sibilo. 

## Réplicas
Ao longo dos anos, o Lancia Stratos inspirou várias empresas a construir réplicas ou kit cars. Na edição de fevereiro de 1989, a revista britânica Car testou um clone do Stratos chamado HF2000 criado por uma empresa chamada Transformer.
Desde 2007, a Hawk Cars Ltd oferece sua série HF2000 / HF3000 com uma escolha de motores Alfa Romeo, Lancia ou Ferrari, incluindo o motor V6 original de 2,4 litros do Dino. Em um episódio de 2009 do programa de TV britânico Top Gear, um Hawk HF3000 foi apresentado.
A Lister Bell Automotive produz uma réplica do Stratos chamada STR. Napiersport Ltd. (também conhecida como SuperStratos) produziu anteriormente um modelo chamado Corse. Ambos também são oferecidos com uma opção de motores V6 ou V8 italianos. Os números de vendas ou produção das réplicas não são relatados.

## Na cultura popular
- O Stratos aparece nos desenhos animados Transformers como o Autobot Wheeljack.
- O protótipo Lancia Stratos 0 aparece no filme de 1988 Moonwalker, com Michael Jackson e no filme de 1977 Herbie Goes to Monte Carlo, como um dos participantes corrida através da França. Este Stratos estava pintado de vermelho e branco às riscas, jantes douradas e com o número 4 nas portas.
- No Brasil, serviu de modelo para um carro de controle remoto no início dos anos 1980 da fábrica de brinquedos Estrela.
- Foi o carro que aparece no cartaz do cartucho Enduro para o sistema Atari 2600, da própria produtora do jogo, a Activision.
- No jogo Sega Rally Championship, o carro é um modelo secreto selecionável após se completar o jogo. Desde então apareceu também nos jogos Project Gotham Racing 2, Forza Motorsport Colin McRae Rally, Gran Turismo 2, Gran Turismo 4, Forza Motorsport 2, Forza Horizon, Forza Horizon 2 e Test Drive Unlimited 2.